# Kanton Uzel
Kanton Uzel (fr. Canton d'Uzel) je francouzský kanton v departementu Côtes-d'Armor v regionu Bretaň. Tvoří ho sedm obcí.

## Obce kantonu
- Allineuc
- Grâce-Uzel
- Merléac
- Le Quillio
- Saint-Hervé
- Saint-Thélo
- Uzel